# ガーディアン・プロジェクト
『ガーディアン・プロジェクト』（英語：Guardian Project / 簡体字：超次元大海战D）は、中華人民共和国の江蘇甲子網絡科技有限公司が開発したiOS/Android用のシミュレーションRPG。
日本ではウィローエンターテイメントの運営により、2019年6月14日にリリースされた。日本版の公式略称は「守護プロ」（しゅごプロ）。中国大陸での主な略称は艦D（簡体字：舰D）。

## 概要
2013年にサービスを開始した日本のブラウザゲーム『艦隊これくしょん -艦これ-』のヒットに触発される形で、中華圏において数多く企画・作成された艦船擬人化を題材とするゲームの1作。製作発表は2016年に行われていたが、中国政府文化部の新作ゲーム審査が停滞した影響などもあり長らくリリース時期未定の状態が続いた。その間に韓国、日本、繁体字圏（台湾、香港、マカオ）及び北米・ヨーロッパでの運営を行う企業がそれぞれ内定している。
その後、2019年1月に発表から2年半越しで中国政府の審査を通過し、同年5月16日に正式リリースされた。中国での審査通過と同時期には日本版のTwitterの公式アカウントが開設され、同年2月28日に事前登録を開始。4月3日から10日までオープンβテストを実施した後、6月14日にスタートした。しかし、9月末にGoogle Playからリジェクトされ、10月10日にはAppStoreでも自主的に課金を停止。公式サイトも閉鎖され、半年余り一切の更新が無い状態が続いていたが中国大陸版のサービス終了前日となる2020年4月7日から接続不能となり、告知無しで事実上の終了となった。翌8日には中国大陸版もサービスを終了した。
韓国版は2020年上半期にリリース予定で、全ての艦船名が架空の物に差し替えられるとされていたが、結局リリースされないまま翌2021年秋に事前登録が打ち切られた。繁体字中文版は発表当初「2019年7月頃にリリース予定」とされて以降音沙汰が無かったが、2021年7月20日にアダルトゲーム要素を含めた「深海禁慾 Deep sea Desire」としてリリースされた。キャラデザインや声優は全面的に差し替えられている。2022年7月19日サービス終了。

## 世界観
2129年、核戦争や大規模災害により絶滅の危機に瀕した人類は地下に築いたシェルターへの移住を余儀なくされた。残された人類は自然環境が回復するまでシェルター内のカプセルで長い年月を過ごすことになり、外界の脅威からカプセルを守護するためのアンドロイド──ガーディアンを開発する。
ところが、人類が長い眠りから覚めてカプセルから脱出するとガーディアンの一部は自我に目覚めて「アーク」と名乗り、彼らを創造した人類への敵対行動を取るようになっていた。そして、アークは地球上の水面を上昇させて大半の地表を水没させる「大粛清」を決行する。
人類はアークの猛攻に対して防戦一方であったが、大粛清の悲劇から50年後に対抗技術としてかつての世界大戦で海を駆け巡った軍艦を模した戦闘形態を取るシステムが開発される。そして、このシステムが人類側に残されたガーディアンとその指揮官に託され、人類とアークの存亡を賭けた対決が始まるのであった。

## ゲームシステム

### 出撃
メインパート。戦闘はリアルタイムストラテジー形式で行われるが、操作体系は韓国製の海戦アクションゲーム『NAVYFIELD』に近い形式が採り入れられている。
空母（正規もしくは軽）が自艦隊または敵艦隊に含まれている場合、敵艦隊との交戦前に航空戦パートが発生する。爆撃機により事前にダメージを与えることが可能だが、撃墜された分の艦載機は船庫で補充しなければならない。
各艦にはスキルが設定されているが、レベルを上げて艦ごとのチップを起動しないと開放されないものがある。
ストーリー
メインシナリオ。各海域は4〜6パートに分割されており、スタート地点から敵艦隊が待ち伏せている交戦マスと3種類の資源（物資・燃料・鋼材）のいずれかを獲得もしくは失う資源マスを移動しながらボスマスを目指す。
いわゆる「羅針盤」方式ではなく、分岐点ではプレイヤーの意志により進行先のマスを決められる。ただし、一部のマスでは艦種の指定（「空母1隻以下」や「旗艦を軽巡洋艦にする」など）に沿った編成でないと進めない場合がある。進行次第ではボスマス以外の中ボスや通常の帰還隊が出現するマスがゴールになる場合もあるが、ボスを倒さないとステージクリアにはならない。
メインシナリオ以外にハードモード相当の「外伝」があり、ドロップするアイテムの種類が通常と異なる。
遠征任務
艦隊を派遣して資源やパーツの強化に必要なアイテムを収集する。
競技場
対戦モード。3段階のレベルがあり、1週間以内に各レベルで5戦を行ったスコアによってランクが変動し報酬のコインが支払われる。アリーナコインは交換商店で景品の購入に使用。
模擬演習
曜日ごとに異なるメニューの演習。自軍の基地を侵入して来た敵艦隊から防衛する「基地防衛」、指定時間内に敵艦隊を全滅させる「殲滅作成」、敵艦隊の襲撃を時間内に耐え抜く「資源護衛」の3種類があり、ガーディアンの経験値に変換可能な「伝承モジュール」やチップの強化に必要な素材などが手に入る。

### 構築・研究・整備
新規の艦船や武器の入手・強化。
- 構築室

構築チケットと資源を使用して新規の艦船を入手する。構築時に物資・燃料・鋼材の3種類の投入配分を手動で調整する必要があるが、艦種ごとの確率が事前に表示される。
また、伝承モジュールの投入による経験値の獲得やガーディアンの解体、ガーディアンに装備して強化するパーツの作成もここで行う。
- 研究室

専用のアイテムを使用して既存の武器を改良・強化する「研究」が出来る。
- 整備室

出撃によりエネルギーを消費したガーディアンの回復を行う。

### 港湾
基地や各種施設の建設を行う。また、ここでデザインした港湾は模擬演習の「基地防衛」で侵入して来た敵艦隊からの防衛対象となる（防衛に失敗した場合でもステータスの低下などは起こらない）。
- 指揮センター

基地の中枢施設。センターのレベルを上げないと他の施設を強化できない。また、基地防衛ではセンターも司令塔から攻撃を行う。
- 軍用港口

防衛艦隊を1〜6隻（施設のレベルにより増加）停泊させる施設。ここに配備されたガーディアンが基地防衛で敵艦隊を迎撃することになる。
- 空港

空母の艦載機を製造・駐機させる施設。レベルが上がると艦載機の組み立て速度と駐機数が増加する。空港に駐機している艦載機は、船庫で空母に補充するために使われる。
- 資源生産設備

生物溶炉、炭鉱井、燃油削井の3種があり、それぞれの資源を生産する。
- 倉庫

物資倉庫、鋼材倉庫、燃料倉庫の3種があり、それぞれの資源を貯蔵する。
- 研究院

空母、戦艦、巡洋、駆逐の4種類があり、この施設のレベルを上げると対応する艦種のステータスが底上げされる。
- 工事部隊

レベルを上げると部隊数が増加し、一度に複数の施設が改築可能になる。
- 防衛施設

基地防衛で侵入して来た敵艦隊を攻撃する固定砲台。防衛砲、レールガン、量子陣列砲の3種類があり、それぞれ威力が異なる。
これとは別に、敷設型のクラスター爆雷も設置可能。

### サボる
寮舎で艦隊に所属するガーディアンたちと会話したりプレゼントを送ったりして友好度を上げる。いわゆる「誓約」は、後日追加予定とされている。

## 登場艦船
各艦船の船体はそれぞれのキャラクターの服装にちなんだ塗装を施されている。音声は配信地域の別を問わず日本語で収録されていた。声優欄の出典はニュースサイト「当游網」掲載のキャラクター紹介、中国大陸版公式サイト、TapTapのメーカー発表等による。「－」は未定・未公表。
大日本帝国海軍
中国大陸版では同ジャンルの複数のゲームに追随して変名が用いられているが、ゲーム内のローマ字表記と公式サイトの紹介は実名が使用される場合もある。
| 艦種     | 艦級         | 艦名   | 声優           | 備考                  |
| -------- | ------------ | ------ | -------------- | --------------------- |
| 戦艦     | 金剛型       | 金剛   | －             |                       |
| 戦艦     | 金剛型       | 比叡   | 千葉泉         |                       |
| 戦艦     | 伊勢型       | 伊勢   | 戸板優衣       |                       |
| 戦艦     | 伊勢型       | 日向   | 平出まどか     |                       |
| 戦艦     | 長門型       | 長門   | 加藤美佐       |                       |
| 空母     | －           | 蒼龍   | －             |                       |
| 空母     | －           | 飛龍   | 斎賀みつき     |                       |
| 空母     | 翔鶴型       | 翔鶴   | 萩原あみ       |                       |
| 重巡洋艦 | 妙高型       | 妙高   | －             |                       |
| 重巡洋艦 | 妙高型       | 那智   | －             |                       |
| 重巡洋艦 | 高雄型       | 高雄   | 夏怜           |                       |
| 重巡洋艦 | 高雄型       | 愛宕   | 上坂すみれ     |                       |
| 軽巡洋艦 | 球磨型       | 球磨   | －             |                       |
| 軽巡洋艦 | 球磨型       | 多摩   | －             |                       |
| 軽巡洋艦 | 球磨型       | 北上   | 伊藤静         |                       |
| 軽巡洋艦 | 球磨型       | 大井   | 夏怜           |                       |
| 軽巡洋艦 | 長良型       | 名取   | 桐村まり       |                       |
| 軽巡洋艦 | 川内型       | 川内   | －             |                       |
| 軽巡洋艦 | 川内型       | 神通   | －             |                       |
| 軽巡洋艦 | 川内型       | 那珂   | 西田望見       |                       |
| 駆逐艦   | 神風型 (2代) | 春風   | －             |                       |
| 駆逐艦   | 睦月型       | 睦月   | －             |                       |
| 駆逐艦   | 睦月型       | 如月   | －             |                       |
| 駆逐艦   | 睦月型       | 卯月   | －             |                       |
| 駆逐艦   | 特型I型      | 吹雪   | 七瀬亜深       | 事前登録5万人突破報酬 |
| 駆逐艦   | 特型I型      | 叢雲   | 平出まどか     |                       |
| 駆逐艦   | 白露型       | 時雨   | さいとうよしえ |                       |
| 駆逐艦   | 陽炎型       | 陽炎   | 奈波果林       |                       |
| 駆逐艦   | 陽炎型       | 不知火 | 田澤利依子     |                       |
| 駆逐艦   | 陽炎型       | 雪風   | 山口瑞樹       |                       |
| 駆逐艦   | 陽炎型       | 天津風 | －             |                       |
| 駆逐艦   | 島風型       | 島風   | 喜多かりん     |                       |

アメリカ海軍
マーシーはNPC扱い（ナビゲーション担当）のため、艦隊に編成することが出来ない。
| 艦種     | 艦級                 | 艦名               | 声優       | 備考                      |
| -------- | -------------------- | ------------------ | ---------- | ------------------------- |
| 戦艦     | サウスカロライナ級   | サウスカロライナ   | －         |                           |
| 戦艦     | ペンシルベニア級     | ペンシルベニア     | 沼倉愛美   |                           |
| 戦艦     | ペンシルベニア級     | アリゾナ           | －         |                           |
| 空母     | レキシントン級       | レキシントン       | 加藤美佐   |                           |
| 空母     | ヨークタウン級       | ヨークタウン       | 千葉泉     |                           |
| 空母     | タイコンデロガ級     | タラワ             | 戸松遥     |                           |
| 軽空母   | －                   | ラングレー         | －         |                           |
| 軽空母   | インディペンデンス級 | インディペンデンス | 萩原あみ   |                           |
| 軽空母   | インディペンデンス級 | カボット           | 生天目仁美 |                           |
| 軽空母   | サイパン級           | サイパン           | 千葉泉     | 初期艦隊                  |
| 軽空母   | サイパン級           | ライト             | 加藤美佐   |                           |
| 重巡洋艦 | ニューオーリンズ級   | ニューオーリンズ   | 尾崎真実   |                           |
| 重巡洋艦 | ニューオーリンズ級   | ミネアポリス       | 佐藤有世   |                           |
| 重巡洋艦 | ボルチモア級         | ボルチモア         | 小市眞琴   |                           |
| 軽巡洋艦 | ブルックリン級       | ブルックリン       | 田澤利依子 |                           |
| 軽巡洋艦 | ブルックリン級       | ボイシ             | 七瀬亜深   |                           |
| 軽巡洋艦 | セントルイス級       | ヘレナ             | －         |                           |
| 軽巡洋艦 | アトランタ級         | アトランタ         | －         |                           |
| 軽巡洋艦 | アトランタ級         | ジュノー           | 小林桂子   | 事前登録2万5000人突破報酬 |
| 軽巡洋艦 | クリーブランド級     | クリーブランド     | 奈波果林   |                           |
| 駆逐艦   | ポーター級           | ポーター           | 田澤利依子 |                           |
| 駆逐艦   | ポーター級           | ウィンスロー       | 戸板優衣   |                           |
| 駆逐艦   | ポーター級           | モフェット         | 沼倉愛美   |                           |
| 駆逐艦   | マハン級             | マハン             | 平出まどか | 初期艦隊                  |
| 駆逐艦   | マハン級             | カッシング         | 小松未可子 | 初期艦隊                  |
| 病院船   | コンフォート級       | マーシー           | －         | NPC（ナビゲーション担当） |

イギリス海軍
| 艦種   | 艦級                   | 艦名                 | 声優       | 備考 |
| ------ | ---------------------- | -------------------- | ---------- | ---- |
| 戦艦   | レナウン級             | レナウン             | 斎賀みつき |      |
| 戦艦   | クイーン・エリザベス級 | クイーン・エリザベス | 小林桂子   |      |
| 空母   | －                     | フューリアス         | 生天目仁美 |      |
| 空母   | グローリアス級         | グローリアス         | 小市真琴   |      |
| 空母   | イラストリアス級       | イラストリアス       | －         |      |
| 軽空母 | コロッサス級           | コロッサス           | 宮本茉奈   |      |
| 軽空母 | －                     | ユニコーン           | －         |      |
| 駆逐艦 | H級 (2代)              | ハーディ             | 潘めぐみ   |      |
| 駆逐艦 | H級 (2代)              | ヘイスティ           | －         |      |
| 駆逐艦 | H級 (2代)              | ハンター             | －         |      |

ドイツ海軍
| 艦種     | 艦級                   | 艦名                 | 声優     | 備考 |
| -------- | ---------------------- | -------------------- | -------- | ---- |
| 戦艦     | ビスマルク級           | ティルピッツ         | －       |      |
| 重巡洋艦 | アドミラル・ヒッパー級 | アドミラル・ヒッパー | 大木加絵 |      |
| 駆逐艦   | Z1型                   | Z2                   | 桐村まり |      |

フランス海軍
| 艦種     | 艦級               | 艦名             | 声優       | 備考 |
| -------- | ------------------ | ---------------- | ---------- | ---- |
| 戦艦     | ダンケルク級       | ダンケルク       | 前川涼子   |      |
| 重巡洋艦 | デュケーヌ級       | デュケーヌ       | －         |      |
| 駆逐艦   | ヴォークラン級     | ヴォークラン     | 成瀬未亜   |      |
| 駆逐艦   | ル・ファンタスク級 | ル・ファンタスク | 田澤利依子 |      |

ソ連海軍
| 艦種     | 艦級                         | 艦名                 | 声優       | 備考 |
| -------- | ---------------------------- | -------------------- | ---------- | ---- |
| 軽巡洋艦 | キーロフ級                   | キーロフ             | 喜多村英梨 |      |
| 軽巡洋艦 | キーロフ級                   | ヴォロシーロフ       | 小市真琴   |      |
| 駆逐艦   | レイテナーント・イリイーン級 | カピターン・ベールリ | －         |      |
| 駆逐艦   | レイテナーント・イリイーン級 | カピターン・ケールン | －         |      |
| 駆逐艦   | グネフヌイ級                 | グレミャーシチイ     | 萩原あみ   |      |

その他
強化素材。いずれもユニットとして艦隊に編成することが可能。
| 艦種 | 艦級 | 艦名     | 声優 | 備考                           |
| ---- | ---- | -------- | ---- | ------------------------------ |
| 戦艦 | －   | ハッピー | －   | 限界突破用素材（★4以下）       |
| 空母 | －   | ラッキー | －   | 限界突破用素材（全レアリティ） |

### コラボレーション
外部作品とのコラボレーションにより登場する艦船。
鉄鴎 ARMORED GULL
ウェブコミック作品『鉄鴎 ARMORED GULL』とのコラボレーションにより登場（中国大陸版のみ、2019年5月30日 - 6月12日）。
| 艦種     | 艦級         | 艦名     | 声優 | 備考               |
| -------- | ------------ | -------- | ---- | ------------------ |
| 軽巡洋艦 | ARMORED GULL | フィオナ | －   | 中国大陸版のみ登場 |

## 用語
ガーディアン
作中における擬人化された艦船の総称。元々は破壊された自然環境の再生を待つためカプセルで眠りに就いた人類を外界の脅威から守護する目的で開発されたアンドロイドであったが、人類が目覚めた時にその一部が敵対行動を取るようになった。
アーク
人類が地下のカプセルで眠りに就いている間に自我を持ち、人類を敵視するようになったガーディアン。人類を絶滅させることを目的に集団で行動しており、地表の生存可能領域の大部分を水没させる「大粛清」を決行した。